# Tanacetum aureum
Пижма золотистая (лат. Tanacetum aureum) — вид травянистых растений рода Пижма (Tanacetum) семейства Астровые (Asteraceae)

## Описание
Многолетние травянистое растение 27–37 см высотой, с коротким, ползучим, более или менее разветвленным корневищем. Стебли прямостоячие или восходящие, редкооблиственные, более или менее разветвленные на вершине. Листья серовато-зеленые, с небольшими точечными железами. Листья у основания стебля длиной до 11 (реже до 16) см и шириной до 3,5-4 см. Соцветие на короткой (0,6–6 см) цветоножке в довольно плотном простом щитке, Прицветники 4,5–5,5 мм в ширину. Язычки цветка длиной 2,5–4 мм.
Произрастает на каменистых и щебнистых склонах и горных степях.

## Распространение
Встречается на Кавказе, Турции и Иране.